# Ayresome Park
L'Ayresome Park fou un estadi de futbol de la ciutat de Middlesbrough, a Anglaterra.
El Middlesbrough jugava en els seus inicis al Linthorpe Road West cricket ground, però quan entrà a formar part de la Football League va necessitar un nou estadi. Així el 1903 inaugurà l'estadi Ayresome Park. Fou seu de la Copa del Món de Futbol de 1966.
Tenia una capacitat per a 26.667 espectadors. L'any 1995 s'inaugurà el nou Riverside Stadium, essent l'antic Ayresome Park clausurat.